# Német euróérmék
Németországban numizmatikusok és állami tisztségviselők választották ki, hogy mely német jelképeknek kell a német eurók nemzeti oldalán megjelennie.
| Címlet                  | Kép | Leírás |
| ----------------------- | --- | --- |
| 2 euró 1 euró           |     | A sas ábrázolását évszázadok óta használják a különböző német államalakulatok, a XIX. században az egységes Németország jelképe lett. A Heinz és Sneschana Russewa-Hoyer által tervezett pénzérmén megjelenő sas kifejezi Németország erejét és tekintélyét, miközben folytonosságot teremt a korábbi korok német pénzeivel. A 2 eurós érme peremén az "EINIGKEIT UND RECHT UND FREIHEIT" (Egység, Igazság, Szabadság) jelmondat fut körbe.                              |
| 50 cent 20 cent 10 cent |     | A Berlin központjában álló Brandenburgi kapu Németország egységét jelképezi. 1989-ig a Brandenburgi kapu közvetlen közelében húzódott a berlini fal, mely keleti és nyugati szektorra osztotta Berlint. A kapu megjelenése a német érméken az új Németország világra és Európára való nyitottságát jelképezi. Az érmét Reinhard Heinsdorff német grafikusművész tervezte.                                                                                                |
| 5 cent 2 cent 1 cent    |     | Németország egyik hagyományos jelképe a kocsányos tölgy levele, melyet dr. Rolf Lederbogen építész, egyetemi tanár tervei alapján véstek a német eurócentekre. A tölgyet a német kultúrában a tudás és időtlenség fájaként tartják számon. Levele díszítette a német katonai kitüntetéseket és egyes városok címerét. A tölgyág a német márka váltópénzéről, a pfennigről került az eurócentekre, hogy jelképesen is folytonosságot teremtsen a két német valuta között. |